# My Pictoris
My Pictoris (μ Pictoris, förkortat My Pic, μ Pic) som är stjärnans Bayerbeteckning, är en dubbelstjärna belägen i den östra delen av stjärnbilden Målaren. Den har en kombinerad skenbar magnitud på 5,69 och är svagt synlig för blotta ögat där ljusföroreningar ej förekommer. Baserat på parallaxmätning inom Hipparcosuppdraget på ca 4,3 mas, beräknas den befinna sig på ett avstånd på ca 760 ljusår (ca 230 parsek) från solen. 

## Egenskaper
Primärstjärnan My Pictoris A är en blå till vit stjärna i huvudserien av spektralklass B9 Ve eller B9 IVn. Suffixet "e" anger att den är en Be-stjärna. Det andra klassningsförslaget kan istället ange den som en något mer utvecklad stjärna av spektraltyp B med snabb rotation, vilket ger diffusa absorptionslinjer i spektret. Fotometriskt visar den en pulseringsperiod på 0,397 dygn, vilket sannolikt är detsamma som rotationsperioden. Den har en massa som är ca 3,6 gånger större än solens massa, en radie som är ca 4,9 gånger större än solens och utsänder från dess fotosfär ca 355 gånger mera energi än solen vid en effektiv temperatur på ca 10 600 K.
Följeslagaren, My Pictoris B, är en vit stjärna av magnitud 9,43 och spektralklass A8V:p?, som anger att den är en huvudseriestjärna av spektraltyp A, med "p?"-suffix som tyder på att den kan vara kemiskt speciell medan ':'-notationen säger att det råder viss osäkerhet om den allmänna klassificeringen.